# Карпентер, Дэвид
Дэвид Джозеф Карпентер (род. 6 мая 1930 года), также известный как  Трейсландский убийца, — американский серийный убийца, известный тем, что преследовал и убивал людей на пешеходных тропах в государственных парках близ Сан-Франциско, Калифорния. Карпентер убил, по крайней мере, десять человек; двое выжили: Стивен Хертл и Лоис Ринна. Во всех убийствах, кроме одного, он использовал пистолет .38 калибра; при убийстве Эдды Кейн на горе Тамалпаис он использовал пистолет калибра .44
.

## Биография
Дэвид Карпентер родился 6 мая 1930 года в Сан-Франциско, штат Калифорния, США, в неблагополучной семье. Отец Карпентера злоупотреблял спиртным и в состоянии опьянения часто избивал сына. Мать Дэвида была властной и строгой женщиной и часто наказывала его. В результате атмосферы постоянного насилия, царившей в семье, уже с детства Карпентер страдал от заикания и энуреза. В подростковые годы стал проявлять первые признаки садизма и агрессии — мучил и убивал животных. В возрасте тринадцати лет впервые был осуждён за сексуальные домогательства к своим двоюродным сестрам. В 1955 году Карпентер женился, в браке родилось трое детей.
В 1960 году Карпентер был приговорён к семи годам лишения свободы за нападение и покушение на убийство матери  актрисы Лизы Ринны Лоис, которая стала одной из первых жертв Карпентера. В 1970 году Карпентер вновь был осуждён на семь лет тюрьмы — за похищение человека. Вскоре после освобождения его проверяли на причастность к убийствам знаменитого Зодиака, но в конечном итоге Карпентер доказал свою непричастность к этим преступлениям, и подозрения с него были сняты.
Все свои доказанные убийства, за которые он был приговорён к смертной казни (пока отложенной), совершил в период с  августа 1979 по май 1980 года.  